# Sølvbrednæb
Sølvbrednæb (latin: Serilophus lunatus) er en fugl i brednæbfamilien.
Sølvbrednæb lever i Bangladesh, Bhutan, Cambodja, Kina, Indien, Indonesien, Laos, Malaysia, Burma, Nepal, Thailand og Vietnam. Dens naturlige levesteder er subtropiske eller tropiske fugtige lavtliggende skove og subtropiske eller tropiske fugtige bjergskove.
Arten er i tilbagegang på grund af tab af levesteder, men kategoriseres af IUCN som ikke truet.